# ماريتسا (دوديكانيسوس)
ماريتسا (Μαριτσά) هي مدينة في دوديكانيسوس في اليونان.